# Richard A. Schermerhorn
Richard Alonzo Schermerhorn (* 18. Oktober 1903 in Evanston, Illinois; † 17. Oktober 1991 in Claremont, Kalifornien) war ein US-amerikanischer Soziologe und Hochschullehrer. Er amtierte 1958/59 als Präsident der Society for the Study of Social Problems (SSSP).

## Leben und Wirken
Richard A. Schermerhorn, der Sohn eines methodistischen Pastors, studierte Theologie und Soziologie an der methodistischen Dakota Wesleyan University und am Garnett-Evangelical Theolocial Seminary sowie an der Northwestern University in Evanston (Illinois), wo er den Magistergrad erwarb. Sein weiteres Studium verlief an der Harvard University und der Yale University, an der er promovierte (PhD). Im Ausland betrieb er Studien in Prag. Zunächst war Schermerhorn als Hochschullehrer für Soziologie an der Baldwin Wallace University tätig, wo er 1940 die Leitung des diesbezüglichen Instituts übernahm. Von 1948 bis zum Eintritt in den Ruhestand lehrte er als Professor an der Case Western Reserve University in Cleveland (Ohio). 1958 versah er eine Gastprofessur am Salzburg Seminar und 1959 im indischen Lucknow. Neben Gastdozenturen an anderen Universitäten der USA hatte er von 1968 bis 1970 eine Gastprofessur in Kanpur (Indien) und 1972 an der La Trobe University in Melbourne inne.
Thematische Schwerpunkte seiner wissenschaftlichen Tätigkeit waren vor allem ethnische Minderheiten – sowohl in den USA als auch in Indien.

## Veröffentlichungen (Auswahl)
- These our people. Minorities in American culture. Heath, Boston 1949.
- Man the Unfinished. In: Sociological quarterly, Bd. 4 (1963), H. 1, S. 5–17.

- Society and power. 4. Aufl. Random House, New York 1964.
- Towards a general theory of minority groups. In: Phylon, Bd. 25 (1964), S. 238–246.
- Socio-cultural History and Sex Roles in an Urban Minority of India. In: Sociological Focus, Bd. 8 (April 1978), S. 173–181.

- Ethnic plurality in India. University of Arizona Press, Tucson (Ariz.). 1978, ISBN 0-8165-0578-0.
- Comparative ethnic relations. A framework for theory and research. University of Chicago Press, Chicago 1978, ISBN